# John Franzese Jr.
John Franzese Jr., noto anche con lo pseudonimo di Mat Pazzarelli (New York, 22 aprile 1960), è un ex mafioso statunitense, in passato affiliato alla famiglia Colombo e figlio dell’ex sottocapo John Franzese. È stato il primo figlio di un mafioso newyorkese a collaborare con la giustizia e a testimoniare contro il proprio padre.

## Carriera criminale
Franzese Jr. nacque in seno alla famiglia del sottocapo della famiglia Colombo, John Franzese Sr. Negli anni Sessanta, suo padre fu condannato a 50 anni di carcere per una serie di rapine in banca. Suo fratello, Michael Franzese, che in seguito divenne caporegime, fu il primo a introdurlo nella vita mafiosa, circa due anni prima che il padre ottenesse la libertà condizionale nel 1978.
Sebbene Franzese Jr. non sia mai stato ufficialmente “fatto” (made), partecipò comunque a estorsioni e intimidazioni, rese possibili dalla fama del padre e dal suo diretto incoraggiamento.
Il periodo di maggiore attività criminale per Franzese Jr. fu negli anni ’80, epoca in cui iniziò a scivolare sempre più nell’abisso della dipendenza: dall’alcol passò alla cocaina, fino ad arrivare al crack. Negli anni ’90 si definiva ormai un tossicodipendente. Fu proprio a causa dell’uso di droghe che contrasse l’HIV, che si trasformò poi in AIDS.

## Informatore
Franzese Jr. desiderava uscire dalla vita criminale, e quando l'FBI gli propose di diventare un informatore, accettò. Una delle condizioni dell’accordo stipulato prima di testimoniare era che non avrebbe tratto alcun profitto economico dalla sua storia legata alla mafia.
Nel 2005, Franzese Jr. indossò un microfono nascosto per registrare conversazioni compromettenti con il padre. Testimoniò due volte contro di lui; dopo la seconda testimonianza, il padre tentò di farlo uccidere. Successivamente, entrò nel programma di protezione testimoni.
Nel 2010 ammise di aver ricevuto 50.000 dollari dall'FBI come collaboratore di giustizia.
Anche grazie alla sua testimonianza, il 14 gennaio 2011 il padre fu condannato a otto anni di carcere per estorsione ai danni di due strip club di Manhattan, usura e intimidazione nei confronti del proprietario di una pizzeria di Long Island.
Franzese Jr. rimane ad oggi il primo figlio di un mafioso newyorkese ad aver testimoniato contro il proprio padre.

## Vita privata
Nel 2017, fu riconosciuto da un partecipante a un incontro per il recupero dalle dipendenze e smascherato tramite un post su Facebook. L’FBI gli consigliò di trasferirsi immediatamente, ma lui rifiutò e lasciò il programma di protezione testimoni a Indianapolis.
Nel 2019 si recò nella casa di riposo dove viveva il padre e si riconciliò con lui. John "Sonny" Franzese morì per cause naturali a New York il 24 febbraio 2020, all’età di 103 anni.
Oggi Franzese Jr. vive a Indianapolis. È un ex tossicodipendente in via di recupero e si dedica ad aiutare chi lotta contro le dipendenze.

## Nella cultura popolare
Sua moglie, Denyce, è apparsa in un episodio della serie televisiva I Married a Mobster, intitolato Rat Trap.